# 가노 지고로
가노 지고로(일본어: 嘉納治五郎 카노 지고로[*], 1860년 12월 9일 ~ 1938년 5월 4일)는 일본 효고현 고베시 출신의 유도가, 교육인, 귀족원 의원이다. 유도의 창시자로서 아시아 최초 IOC 위원을 지냈다. 근대 일본의 체육발전에 지대한 공헌을 하였다.

## 출생과 성장
1860년12월10일 셋쓰국 미카게촌(오늘날 효고현 고베시 미카게)에서 에도 막부의 막신이었던 아버지 가노 지로사쿠(嘉納治郎作)와 어머니 사다코(定子) 사이의 3남으로 태어났다.:2 민예운동을 주도하였던 야나기 무네요시의 어머니가 지고로의 누이이다.
아버지 가노 지로사쿠는 원래 에도의 신사에서 신관을 하던 쇼겐지(生源寺) 가문의 차남이었으나 셋츠국에서 대대로 양조업과 해운업을 하던 가노 가문의 서양자(데릴사위)가 되어 성을 바꾸었다. 가노 지로사쿠는 가독을 이어 해운업을 담당하게 되면서 도쿠가와 막부의 막신을 겸하게 되었고 메이지 유신 이후에도 신정부를 위한 해운 운송을 계속하였다. 이를 계기로 가노 지고로는 아버지를 따라 다니다 군함봉행이었던 가쓰 가이슈를 만났다고 한다.:3 어려서 전통적인 유교와 서예 등의 소양을 배웠던 가노 지고로는 글씨 또한 높은 품격을 지녔다는 평가를 받는다.
1873년 이쿠에의숙(育英義塾)에 입학하여 양학, 영어, 독일어 등을 배웠고 이후 학업을 계속하여 1875년 가이세이 학교에 입학하였다가 1877년 도쿄대학 문학부에 입학하였다. 당시 열여섯살이었던 가노 지로사쿠는 키 160 센티미터 정도로 메이지 초기였다는 점을 감안하더라도 평균보다 작고 유약한 체질이었다. 그는 보다 강인해 지기 위해 유술을 배우기로 하였다. 가노 지로사쿠는 훗날 자신이 유술을 배우기 시작한 동기로 "유능제강"(柔能制剛 - 부드러운 것이 강한 것을 제압할 수 있다)을 강조하는 유술의 정신을 꼽았다.

## 유도 창시

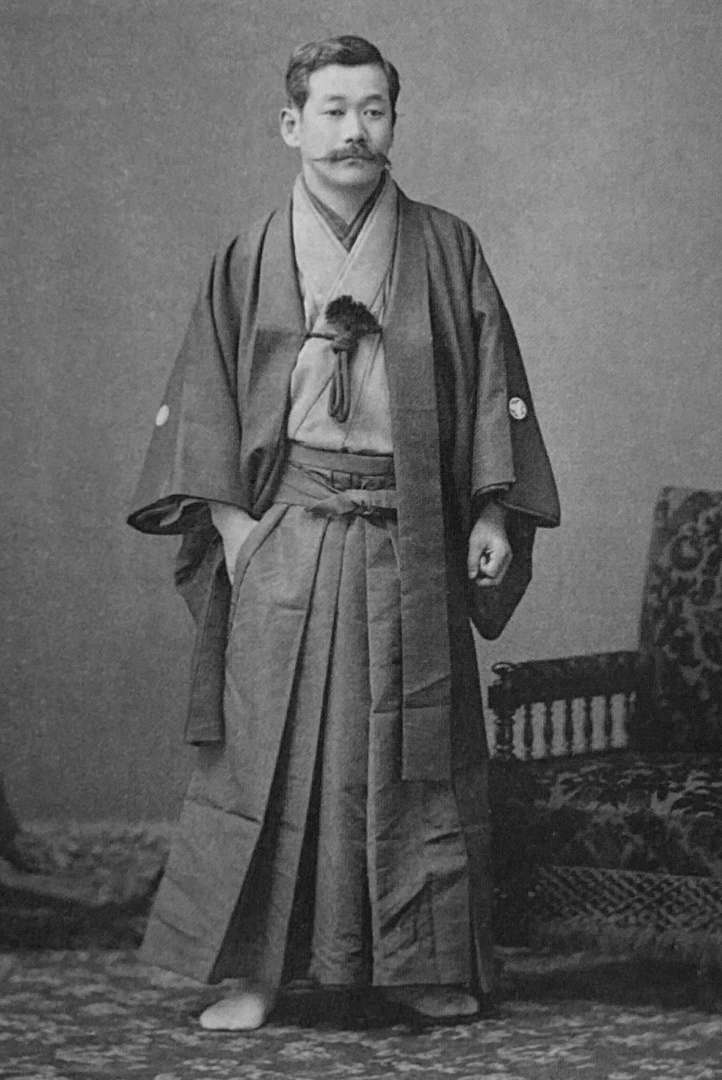
1892년 무렵의 가노 지고로

가노 지고로가 처음 배운 유술은 텐신신요류(天神真揚流)로 조르기와 관절기가 특히 발달한 유파였다. 그 뒤에 던지기 기술이 뛰어난 기도류(起倒流)도 배웠다. 가노 지고로는 이 두 유파의 기술을 접목하여 종합하고 유술을 보다 근대적인 스포츠로 확립하고자 하였다. 당시 유술은 별다른 도복 없이 평상복을 입고 수련하는 경우가 많았고 사회 분위기 역시 이른바 "문명개화" 시대를 맞아 전통적인 무술 수련은 경시되고 있었다. 학교를 졸업할 무렵부터 이러한 난점을 극복하는 "유도"를 제창하였던 그는 1882년 5월 가노숙(嘉納塾)을 열어 첫 수련생을 받았다. 다다미 7장 크기의 작은 도장이었다.:4
가노 지고로는 유도 수련의 목적으로 문무양도(文武両道)를 제시하였다. 그의 유도 도장은 꾸준히 수련생이 늘었고 1882년 이나리정의 이쇼지로 자리를 옮겨 고도칸(講道館)을 개관하였다. 도장의 크기는 이제 다다미 12장 반으로 늘었다.:4 고도칸의 첫 입문자였던 도미타 쓰네지로(富田常次郎)는 훗날 고토칸 사천왕의 한 명이 되오 유도 발전에 큰 공헌을 하였다. 고토칸은 이후 여러 차례 자리를 옮기며 점차 규모를 키웠고 오늘날 일본 유도의 총본산이 되었다. 현재 고토칸은 교토 분쿄구 가쓰가에 위치하고 있다.
고토칸을 세운 1882년 일본의 명문 사립 학교인 가쿠슈인이 유도부를 창설하고 가노 지고로를 사범으로 초빙하였다. 이를 계기로 고토칸 유도는 점차 대중의 관심을 받게 되었고 가노 지고로도 교육계에 들어서는 계기가 되었다. 1891년 가노 지고로는 30세의 나이로 결혼하였다.

## 체육대회 설립
가노 지고로는 유도뿐만 아니라 스포츠의 대중화를 위해 노력하였다. 이미 1894년 고등사범학교에서 대체육회를 개최하였던 그는 1909년 IOC 위원으로 선출되었고 1911년 대일본체육협회를 조직하고 초대 회장이 되었다.:7
가노 지고로의 강력한 설득 끝에 IOC는 1940년 하계 올림픽 장소로 도쿄를 선정하였으나:8 1937년 발발한 중일 전쟁의 여파로 일본 측에서 개최권을 반납하였다.
1938년 카이로에서 열린 IOC 총회에 참석한 뒤 미국을 거쳐 귀국하던 가노 지고로는 태평양 상에서 급성 폐렴에 걸려 사망하였다. 향년 77세였다. 귀국선이 요코하마항에 도착한 뒤 5월 9일 고토칸은 신토식으로 장례를 치렀다.:8

## 주요 연보
- 1860년 효고현 고베 출생
- 1874년 관립도쿄개성학교(官立東京開成学校, 현 도쿄 대학) 진학
- 1877년 도쿄 대학 입학
- 1881년 도쿄 대학 문학부 철학정치학이재학과(理財学科) 졸업
- 1881년 유술로부터 유도 정립
- 1882년 도장 강도관(講道館) 설립, 유도 창시
- 1909년 IOC 위원 선출
- 1911년 일본 체육 협회 설립, 초대 회장
- 1912년 스톡홀름 올림픽 일본 선수단장
- 1936년 1940년 하계 올림픽 도쿄 유치
- 1938년 카이로 IOC 총회후 귀국 도중 폐렴으로 사망

## 같이 보기
- 1912년 하계 올림픽 일본 선수단